# Karl Fritsch (Optiker)

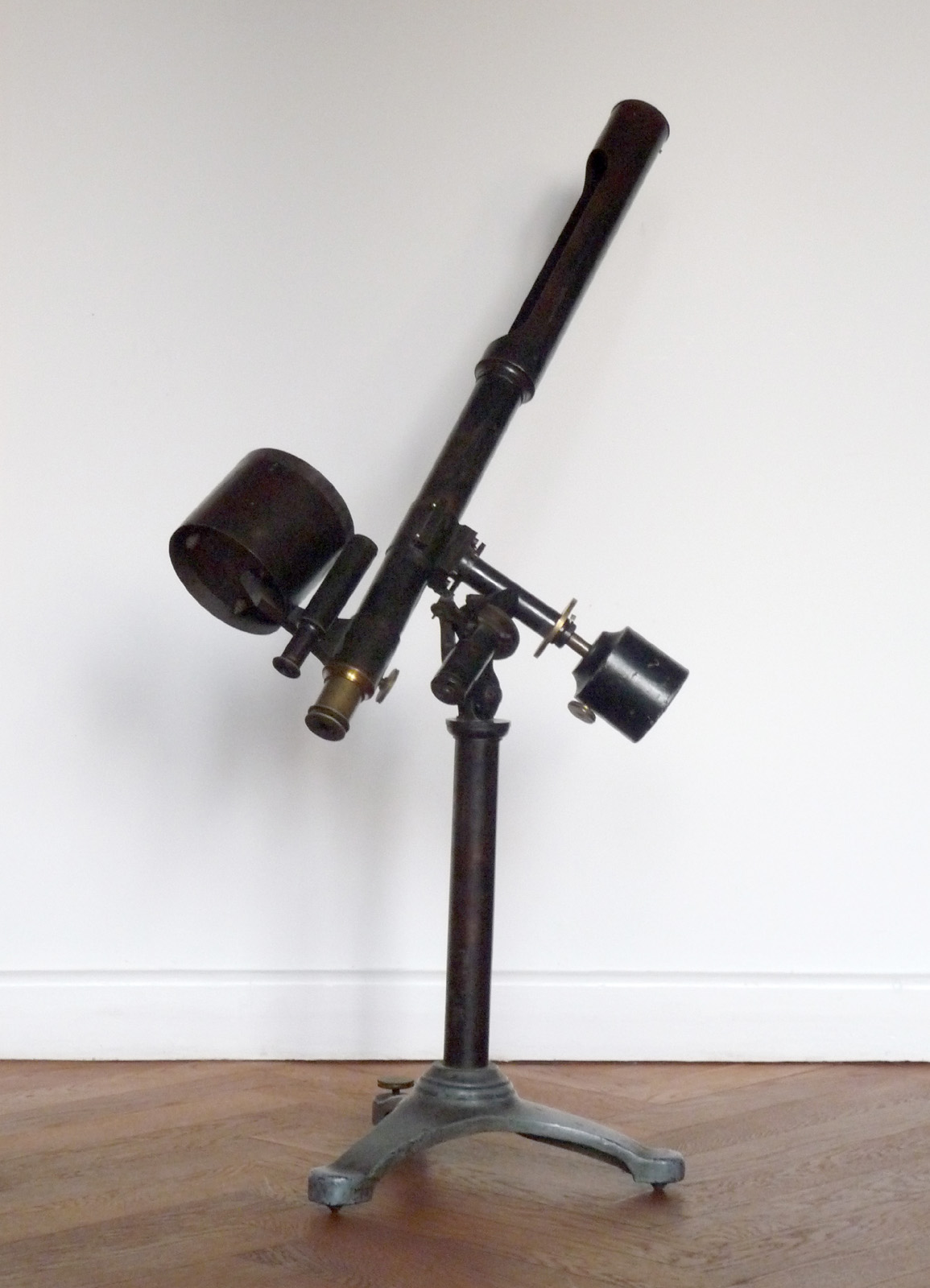
Original Fritsch Brachyt

Karl Fritsch (* 22. August 1855 in Wien; † 2. Jänner 1926 ebenda) war ein österreichischer Optiker und Instrumentenbauer.
Zusammen mit J. Forster konstruierte er 1876/77 ein neuartiges astronomisches Spiegelteleskop, bei dem der Haupt- und Fangspiegel gegeneinander verkippt waren. Er nannte das Instrument, dessen Vorteile geringere Beugung, keine Obstruktion und kürzere Baulänge waren, zunächst „exzentrisches Cassegrain-Teleskop“. In einer eigenen Publikation gab er ihm den Namen Brachy-Teleskop (später allgemein als Brachyt abgekürzt) und baute es mit Hilfe einer optischen Firma in Wien.
Der Brachyt von Fritsch/Forster regte 60 Jahre später die beiden Deutschen Anton Staus und Anton Kutter an, einen verbesserten Schiefspiegler zu konstruieren und in den 1950er Jahren zu verbessern. Da inzwischen die Technik des Spiegelschleifens in weite Kreise der Amateurastronomen gelangt war, setzte sich der Schiefspiegler – allerdings in der Kutter'schen Form – als langbrennweitiges Spiegelteleskop langsam durch.